# ABC å allt om D
ABC å allt om D är en barnbok av Nina Ulmaja utgiven 2012. Boken handlar om bokstäver. Boken tilldelades Augustpriset 2012 för bästa barn- och ungdomsbok.